# Ivan Hanousek
Ivan Hanousek (14. května 1942 Praha – 9. března 2023) byl český novinář, spisovatel, teoretik karikatury, organizátor soutěží kresleného humoru a zakladatel České unie karikaturistů (ČUK).

## Studia
Ivan Hanousek se od dětství zajímal o žurnalistiku a sport. Od třetí třídy vydával různé školní časopisy a pořádal sportovní akce. Po maturitě na jedenáctileté střední škole nastoupil do dvouletého pomaturitního učení v oboru typograf – ruční sazeč. V letech 1961 a 1962 vydával v nákladu jediného exempláře strojopisný časopis kresleného a psaného humoru Extrém, který nosil i do redakce týdeníku Mladý svět. Zde se seznámil s Miroslavem Liďákem, Jaroslavem Weigelem a dalšími českými kreslíři, kteří v Mladém světě publikovali své kresby. Na podzim roku 1962 nastoupil na základní vojenskou službu. V Táboře s dalšími vojáky založili vojenské divadlo Podívadlo, jehož činnost však byla po premiéře poetického kabaretu Živočichopis nadřízenými zakázána. Totéž se stalo s výstavou výtvarně zpracované poezie psané na vojně. Po návratu do civilního života byl v roce 1964 přijat na Fakultu sociálních věd a publicistiky (FSVP) Univerzity Karlovy v Praze. Znovu se pustil do vydávání svých publikací, založil samizdatové vydavatelství Extrém s edicemi Světové povídky a Prašné cesty (poezie). V roce 1965 vydával strojopisný čtrnáctideník Daily Pívo [daj-li pívo], který, stejně jako časopis Extrém, existoval jen v jediném exempláři. Publikoval v něm texty, kresby, fotografie a koláže začínajících českých autorů a své vlastní texty, kresby a koláže. Kvůli vydání záznamu besedy amerického básníka, beatníka Allena Ginsberga s pražskými studenty byl Ivan Hanousek v roce 1965 vyšetřován Státní bezpečností. Po čtvrtém čísle proto přestal časopis vydávat.
Ivan Hanousek od roku 1967 pracoval v akademickém časopise UK (Univerzita Karlova) jako studentský redaktor, držel čestnou stráž u rakve Jana Palacha v Karolinu a šel s visačkou pořadatele s pohřebním průvodem po celé trase až k Filozofické fakultě Univerzity Karlovy. Pro časopis UK, který se jako jediný pravdivě věnoval Palachově tragické smrti a pohřbu, napsal reportáž o jeho pohřbu.
Diplomovou práci obhajoval v roce 1969, oponentem mu byl karikaturista Vladimír Jiránek. Diplomovou prací na téma Výtvarná publicistika v českém tisku v letech 1958 až 1968 položil základ moderní teorii tohoto druhu publicistiky. O moderním kresleném humoru neexistovaly v té době žádné teoretické podklady a studie. Ivan Hanousek se vytvořením této diplomové práce, která poskytuje odborný materiál a základní podklad ke studiím, stal teoretikem kresleného humoru.

## Zaměstnání

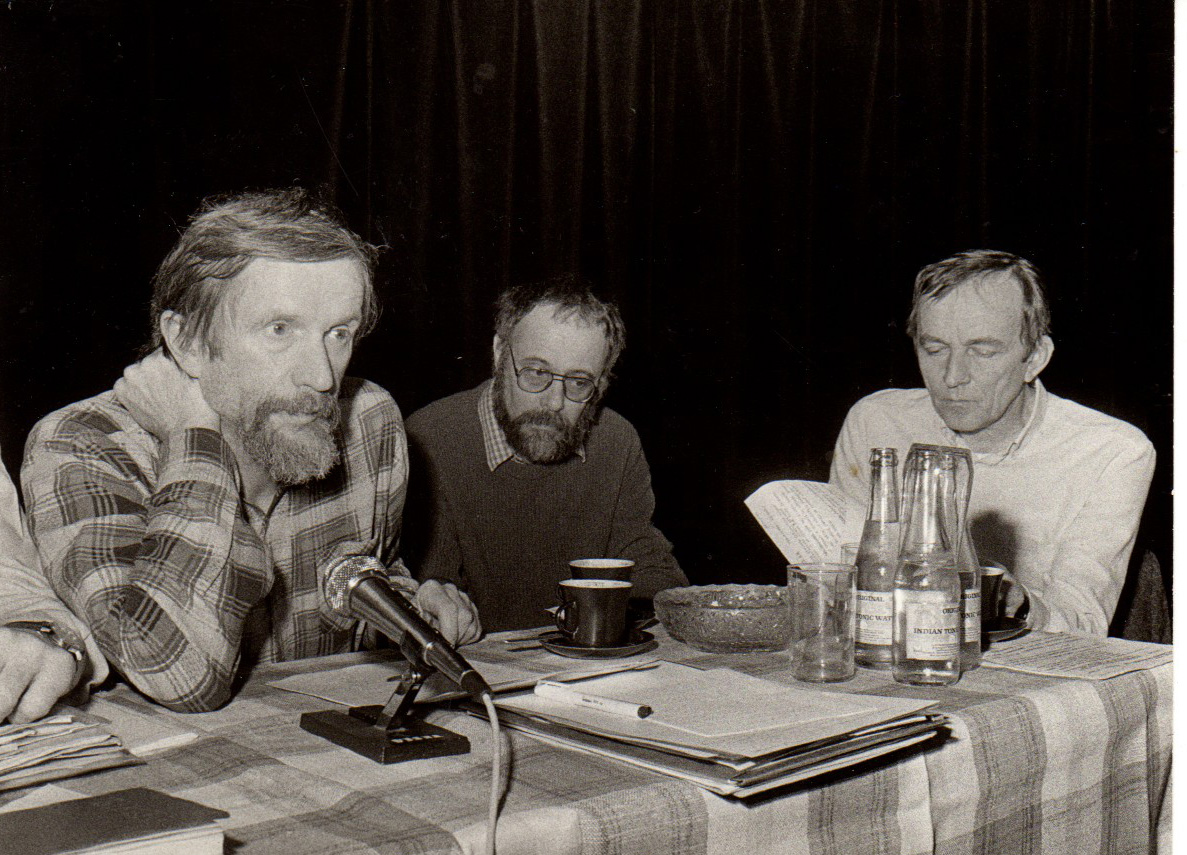
Ivan Hanousek (vlevo) s Miroslavem Bartákem a Vladimírem Jiránkem

Ivan Hanousek pracoval v letech 1967 až 2002 jako novinář v dětském, sportovním a humoristickém tisku, v televizi a v rozhlase.
V letech 1967 až 1986 byl redaktorem v tisku. V letech 1967 a 1968 byl, ještě jako student, redaktorem v akademickém časopisu UK (Univerzity Karlovy); ještě než odevzdal diplomovou práci, tak nastoupil do Večerní Prahy. Dále byl redaktorem v dětských časopisech Čtení pod lavici, Junák, Pionýrská stezka. Nejdéle působil ve sportovním časopisu Stadión (1973 až 1986), kde se mu, podobně jako jeho kolegům z Mladého světa, dařilo publikovat kreslený humor českých kreslířů a karikaturistů.
V letech 1987 až 1989 měl svobodné podnikání. Psal knihy a přispíval do časopisů (např. Dikobraz, Ahoj na sobotu, Svět v obrazech) a deníků (např. Mladá fronta, Svobodné slovo). Dále psal recenze z oblasti kresleného humoru.
Po změně poměrů v Československu pracoval v nově vzniklých humoristických časopisech. V měsíčníku Škrt pracoval v roce 1990 jako redaktor pro kreslený humor a od dubna 1990 do června 1991 připravoval týdeník KUK, kde byl v roce 1990 šéfredaktorem.
V letech 1991 a 1992 působil ve vedení redakce zpravodajství Československé televize.
V letech 1993 až 2002 pracoval pro Český rozhlas; nejprve byl tajemníkem studia a od roku 1997 byl náměstkem ředitele pro komunikaci ČRo Regina Praha.

## Kreslený humor (cartoons)

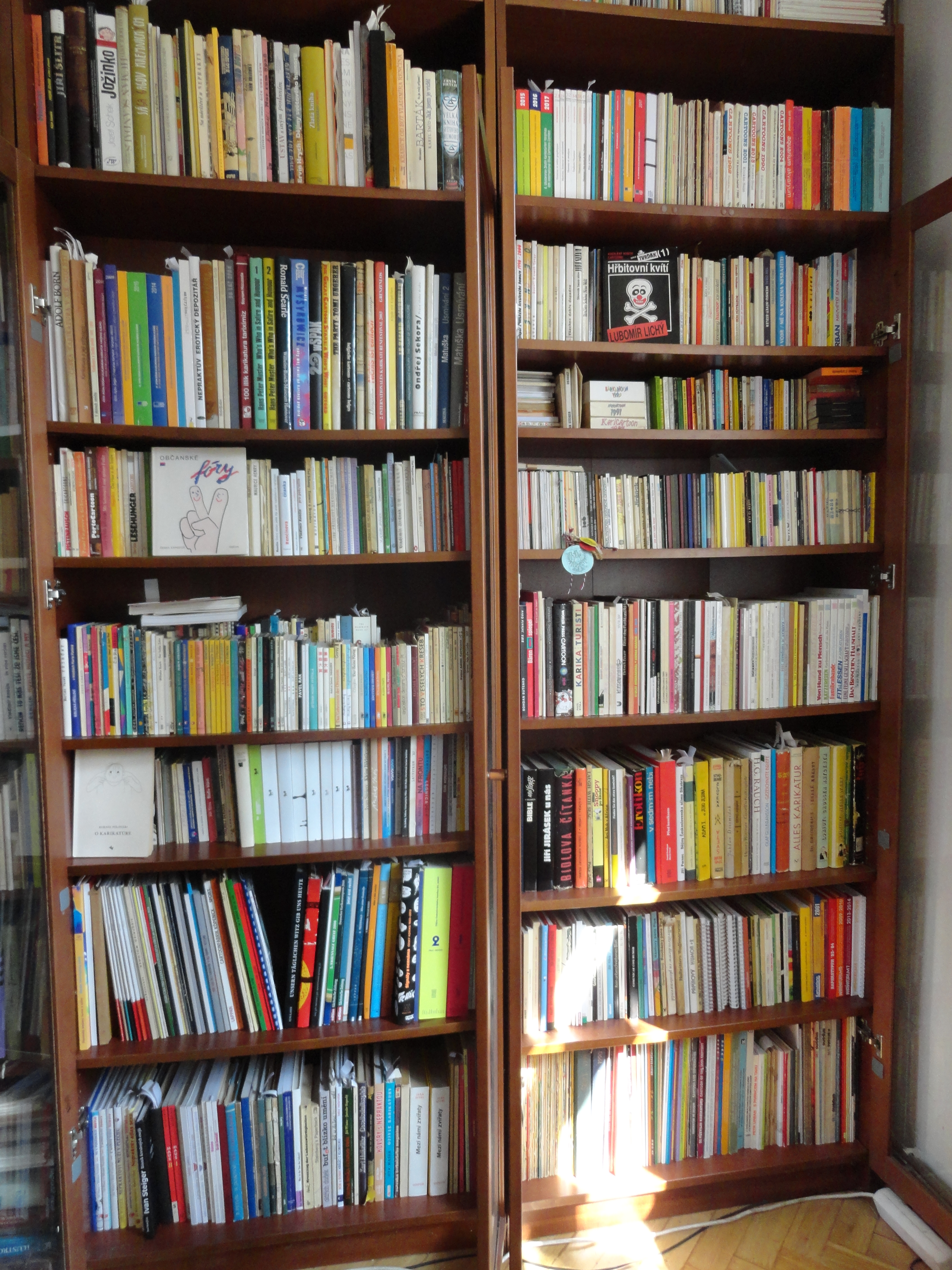
Část knihovny Ivana Hanouska s publikacemi cartoons.

V březnu roku 1990 Ivan Hanousek inicioval založení České unie karikaturistů (ČUK), v jejímž předsednictvu působil do roku 2011 – nejprve jako tajemník, pak jako místopředseda.
V lednu 1990 ve vydavatelství Novinář stál u zrodu humoristického a satirického časopisu Škrt, ve kterém pracoval jako redaktor pro kreslený humor. Jelikož od studijních let měl myšlenku vydávat noviny, jejichž rubriky by byly tvořeny výhradně kresleným humorem, využil příležitosti, když byla volná kapacita novinové rotačky, založením týdeníku KUK, ve kterém byl od počátku v roce 1990 šéfredaktorem. V letech 2002 až 2022 byl editorem magazínu autorů a přátel karikatury e-GAG, ve kterém se věnoval žánru cartoons v Česku i ve světě. 
Ivan Hanousek vlastnil velkou sbírku knih kresleného humoru, monografií karikaturistů a katalogů soutěží a výstav žánru cartoons, která měla okolo 2000 exemplářů.
Organizoval národní i mezinárodní soutěže cartoons v České republice: soutěže o nejlepší kreslený vtip se sportovní tematikou Emil Stadiónu (1984 až 1993), kde ceny předával Emil Zátopek, v ČUK spoluzaložil mezinárodní soutěž výtvarného humoru Fór pro FOR Praha (2002 až 2008), za ČUK byl spolupořadatelem Biennale Cartoon Písek, Humorest Hradec Králové, Napoleon Brno aj.
Byl členem mezinárodních porot mnoha soutěží cartoons v Česku, Slovensku, Polsku, Turecku a na Kypru.

## Ocenění
- v roce 1967 obdržel Cenu Františka Gela, kterou mu udělila Fakulta sociálních věd a publicistiky Univerzity Karlovy
- v roce 1988 byl na 150. Salonu kresleného humoru (v Malostranské besedě v Praze) dekorován čestným titulem HUDr. (Doctor Humoris Causa)
- v roce 2006 obdržel českou Výroční cenu České unie karikaturistů, tzv. Řád bílé opice
- v roce 2010 obdržel ocenění sdružení polských umělců karikatury (SPAK), tzv. Eryk.

## Dílo
Knihy Ivana Hanouska:
- Veletucet = 144 x Barták, Holý, Hrubý, Jiránek, Matuška, Nepraš, Renčín, Slíva v Technickém magazínu, (s Vladimírem Petříkem a Karlem Sýsem), 1988, SNTL
- Občanské fóry - Pražský podzim 1989, (s Jaromírem Hořcem), 1990, Odeon společně s Českou expedicí, ISBN 80-207-0138-9[10]

Knihy se sportovní tematikou a knihy pro děti a mládež:
- Zlato, stříbro, bronz, (kolektiv autorů), 1969, Olympia
- Jak vstává slunce, (kolektiv autorů), 1974, Mladá fronta
- Pět barevných kruhů, (s Michalem Novotným), 1980, edice Objektiv, Albatros
- Se lvíčkem na prsou, (kolektiv autorů), 1982, Olympia
- Rozum do kapsy - Malá encyklopedie, (kolektiv autorů; Ivan Hanousek byl autorem kapitoly o sportu), 1986, 1988, Albatros
- Naši slavní sportovci, (s Jiřím Lacinou), 1987, edice Oko, Albatros

Další knihy a publikace (výběr):
- Humorem ke zdraví, 1986, Olympia
- Před objektivem - sport, (s Jiřím Pekárkem), 1990, týdenní, obrázkový, stolní kalendář
- Slepičí polévka pro českou duši, (Richard Crha a kolektiv autorů), 1998, Columbus, ISBN 80-85928-85-X
- Signály z neznáma - Český komiks 1922-2012, (Pavel Kořínek a Tomáš Prokůpek; Ivan Hanousek byl spoluautorem kapitoly Polylegran, str. 238 až 263), 2012, Arbor Vitae, ISBN 978-80-7467-012-1
- Reflex Speciál - Nebezpečná sranda (článek Josef Molín a Miroslav Liďák-Haďák: Za katr!, str. 48 až 55), 2015, magazín týdeníku Reflex[11]
- Osmašedesátý očima tří generací, (kolektiv autorů), 2018, Syndikát novinářů České republiky - Klub novinářů Pražského jara, ISBN 978-80-270-2821-4

Knihy s kresleným humorem, které Ivan Hanousek uspořádal, nebo ke kterým napsal předmluvu, doslov či slova o autorovi a díle (výběr):
- Diagnóza XY, Ľubomír Kotrha, 1981, Martin (Slovensko), Osveta
- To nejlepší z Renčína, Vladimír Renčín a Zdeněk Hrabica, 1991, Carmen, ISBN 80-85531-02-X
- Hřbitovní kvítí, Lubomír Lichý, 1993, Campanula
- Gól - fotbal v odrazu rovného a křivého zrcadla, Jaroslav Dostál, 1993, Kobra, ISBN 80-85616-03-3
- 100+1 Priateľov, Kazo Kanala, 2006, Bratislava (Slovensko), Forward
- Silent CheckMate – Chess in cartoons, 2009, Pražská šachová společnost
- Usmívání 2, Pavel Matuška, 2015, Dalibor Malina a CK Vsacan Tour Vsetín, ISBN 978-80-904983-8-9
- Napínavá doba - politické karikatury (a satira) Čechů, Slováků a českých Němců (1933-1953), Petr Karlíček, 2018, Euromedia Group – Knižní klub v edici Universum, ISBN 978-80-242-5996-3[12]
- Usmívání 3, Pavel Matuška, 2019, Typo Studio, ISBN 978-80-87363-32-4[13]
- ...nedělej mi ostudu a padej do hospody!!!, Miroslav Kemel, 2021, Galén, ISBN 978-80-7492-556-6[14]
- A teď už bez legrace!, Miroslav Barták, 2023, Galén, ISBN 978-80-7492-657-0

Katalogy (výběr):
- Salony kresleného humoru, (s Josefem Kučerou), Malostranská beseda Praha 1970 až 2014[15]
- Prazdroj českého kresleného humoru: encyklopedie českých karikaturistů, Plzeň 2005, ISBN 80-7211-194-9
- Můj nejlepší, katalog k 15. výročí České unie karikaturistů, Praha 2005
- Miroslav Barták, (s Františkem Koukolíkem), katalog k výroční výstavě uspořádané k 70. narozeninám Miroslava Bartáka, Praha Galén 2008, ISBN 978-80-7262-572-7
- 2CET, Almanach k 20 letům České unie karikaturistů, Praha 2010
- Čtvrt kila ČUK aneb 25 let České unie karikaturistů, Praha 2015

Výstavy Ivana Hanouska:
- Oči Ivana Hanouska (Salónek hostince U srdců, Praha 1, 1961)
- HASUDIV - Hanouskovo surrealistické divadlo (Divadlo v suterénu Praha 6, vernisáž 1. 4. 1962)
- Milan Cimburek Obrazy a Ivan Hanousek Poezie (Bechyňská brána, Tábor 1964)

Ivan Hanousek byl kurátorem či spoluautorem výstav, autorem textů na úvodních panelech a projevů na vernisážích (výběr):
- Jan Hendrych (sochy) a Karel Chaba (obrazy), 1962, Mitrovická zahrada Praha 1
- Kája Saudek (Divadlo J. Wolkera, Praha 1, 1987, projev I. Hanouska přednesl Václav Teichmann; vydavatel Saudkových speleokomiksů Pavel Nosek pak tento projev otiskl na vnitřní straně obálky komiksu Arnal a dva dračí zuby)[16]
- Vladimír Jiránek (Galerie Smečky, Praha 1, 2008, projev I. Hanouska přednesl Michal Pavlata)
- Miroslav Barták (Řevnice 2003, projev I. Hanousek)[17]
- Jiří Winter Neprakta (Galerie Písecká brána Praha 6, 2009, projev I. Hanouska přednesl Martin Myšička)
- Jiří Winter Neprakta (Řevnice 2011, projev I. Hanousek)
- Vladimír Renčín (Galerie Smečky, Praha 1, 2017, projev I. Hanouska přednesl Miloň Čepelka)
- Jean Jacques Sempé (Villa Pellé, Praha 6, 2018, úvodní text I. Hanousek)[18]
- 1. - 8. Emil Stadiónu (Praha 1984 až 1993, Salony kresleného humoru, Malostranská beseda Praha)
- 1. - 7. Fór pro FOR (Praha 2002 až 2008)
- desítka výstav Salonů kresleného humoru v Malostranské besedě Praha

Mezinárodní soutěže cartoons:
- Ivan Hanousek byl organizátor, spolupořadatel, porotce mezinárodních soutěží 1. - 7. Fór pro FOR (Praha 2002 až 2008); 1. - 9. Int’l Biennale Cartoon Písek (1995 až 2011); Humorest Hradec Králové (1996 až 2008).
- Ivan Hanousek byl člen poroty v zahraničních mezinárodních soutěžích Nasreddin Hodja Istanbul (Turecko); Golden Olive Kyrenia (Kypr); Satyrykon Legnica (Polsko); Int’l Cartoons Contest Kożuchów 2004 až 2007 (Polsko); Int’l Cartoons Contest Zielona Góra 2004 až 2010 (Polsko); Zlatý súdok 2006 Prešov (Slovensko);[19] Kýchanie mozgu (Brain Sneezing) 2011 až 2017 Prešov (Slovensko).
- Pětkrát hodnotil v porotě Česko-slovenské novinářské ceny společnou kategorii Česko-slovenský kreslený vtip, komiks nebo karikatura. Při slavnostním předávání Novinářské ceny za rok 2012 v Praze ohlašoval z pódia udělení mimořádné ceny za výjimečný přínos pro kreslenou žurnalistiku Vladimírovi Jiránkovi (in memoriam) a za rok 2013 ohlašoval udělení ceny za novinovou karikaturu Vladimírovi Renčínovi.

Ivan Hanousek byl autorem libret ke komiksům:
- Pověst o duchu Férplejovi, dle námětu Jaroslava Žáka a Vlastimila Rady, kresba Stanislav Holý, Pionýrská stezka č. 1 až 4, r. 1971/72
- Klíďa a Píďa, kresba Jaroslav Malák, Pionýrská stezka č. 5 až 14, r. 1976/77
- Záhady Králíkova sídliště, kresba Štěpán Mareš, Stadión č. 39 až 49, r. 1990
- Zlatá cesta, kresba Štěpán Mareš, Nedělní Blesk č. 15 až 49, r. 1994
- Krimi story - Klídek a Pohoda, kresba Štěpán Mareš, Nedělní Blesk č. 1 až 21, r. 1995
- Pan Sobotka, kresba Štěpán Mareš, Nedělní Blesk od č. 22, r. 1995 do č. 14, r. 1996

- U Broučků, kresba Radovan Rakus, vycházelo v závodním časopisu karlovarského hotelu Imperial a v časopisu Echo.[20]

V letech 2001 a 2002 psal náměty pro seriál České televize Sláva vítězům o slavných českých sportovcích 20. století (Jan Kůrka, Eliška Junková, Jaroslav Drobný, Alois Hudec, Jan Brzák-Felix, Karel Koželuh).
V letech 2010 až 2022 psal pro zpravodaj Syndikátu novinářů ČR Mediažurnál medailonky autorů kresleného humoru a doprovázel je jejich kresbami.

### Literární zdroje
- TŘEŠTÍK, Michael. Kdo je kdo v České republice na přelomu 20. století. [s.l.]: Agentura Kdo je kdo, 1998.

- FELDSTEIN, Petr; LÍBÁNEK, Tomáš. Skoro proti všem. [s.l.]: Grada / Cosmopolis, 2019. 256 s. ISBN 978-80-247-2861-2. S. 46, 217, 232.

- CSERES, Josef; PETIŠKOVÁ, Terezie. Steklík. [s.l.]: Host, 2021. 320 s. ISBN 978-80-275-0393-3. S. 260, 274.

- LÁDEK, Josef; PAVELKA, Robert. Encyklopedie komiksu v Československu 1945-1989. [s.l.]: XYZ, 2010 a 2012. 2 svazky (275 a 345 s.). ISBN 978-80-7388-462-8, ISBN 978-80-7388-610-3. S. 284–289.

- BEZDĚKOVÁ, Olga; KREJČÍ, Milan. Po stopách kreslených seriálů. [s.l.]: Volvox Globator, 2012. 2 svazky (236 a 263 s.). ISBN 978-80-7207-861-5, ISBN 978-80-7207-862-2. S. 19, 60, 68, 74, 75, 81, 82.

- KOŘÍNEK, Pavel; PROKŮPEK, Tomáš; FORET, Martin, JAREŠ, Michal. Dějiny československého komiksu 20. století, sv. 2, 1964-2000. [s.l.]: Akropolis, 2014. ISBN 978-80-7470-061-3. S. 599, 859, 931, 932.

- PRIBÁŇ, Michal a autorský kolektiv. Český literární samizdat. [s.l.]: Academia, 2018. 612 s. ISBN 978-80-200-2903-4. S. 68, 146, 147, 219, 220.